# Fargues, Gironde
Fargues är en kommun i departementet Gironde i regionen Nouvelle-Aquitaine i sydvästra Frankrike. Kommunen ligger i kantonen Langon som tillhör arrondissementet Langon. År 2022 hade Fargues 1 634 invånare.

## Befolkningsutveckling
Antalet invånare i kommunen Fargues
Referens:INSEE